# UTC−12
UTC−12 је наутичка временска зона која покрива море између 180°W и 172°30′W географске дужине. Бродови који користе ово време су последњи који почињу календарску годину. У зони нема сталних насеља, а Острво Бејкер и Острво Хауленд су једине копнене масе.